# Johann Hötzendorfer
Johann Hötzendorfer (18. května 1873 Oberfischbach – 9. ledna 1947 Wandschaml) byl rakouský křesťansko sociální politik, na počátku 20. století poslanec Říšské rady, v poválečném období poslanec rakouské Národní rady.

## Biografie
Vychodil národní školu. Působil jako rolník. Angažoval se v Křesťansko sociální straně Rakouska. V letech 1909–1924 a 1929–1938 byl starostou domovského Berg bei Rohrbach.
Na počátku 20. století se zapojil i do celostátní politiky. V doplňovacích volbách v únoru 1912 po smrti poslance Alfreda Ebenhocha získal mandát v Říšské radě (celostátní zákonodárný sbor) za obvod Horní Rakousy 11. Slib složil 5. března 1912. Usedl do poslanecké frakce Křesťansko-sociální klub německých poslanců. Ve vídeňském parlamentu setrval až do zániku monarchie. K roku 1911 se profesně uvádí jako rolník.
Po válce zasedal v letech 1918–1919 jako poslanec Provizorního národního shromáždění Německého Rakouska (Provisorische Nationalversammlung). V letech 1918–1919 byl poslancem Hornorakouského zemského sněmu.